# Параза
Параза́ (фр. Paraza) — коммуна во Франции, находится в регионе Лангедок — Руссильон. Департамент коммуны — Од. Входит в состав кантона Жинеста. Округ коммуны — Нарбонна.
Код INSEE коммуны — 11273.

## Население
Население коммуны на 2008 год составляло 586 человек.
| 1962 | 1968 | 1975 | 1982 | 1990 | 1999 | 2008 |
| ---- | ---- | ---- | ---- | ---- | ---- | ---- |
| 435  | 440  | 410  | 383  | 401  | 390  | 586  |

## Экономика
В 2007 году среди 340 человек в трудоспособном возрасте (15—64 лет) 220 были экономически активными, 120 — неактивными (показатель активности — 64,7 %, в 1999 году было 60,5 %). Из 220 активных работали 182 человека (92 мужчины и 90 женщин), безработных было 38 (19 мужчин и 19 женщин). Среди 120 неактивных 31 человек был учеником или студентом, 50 — пенсионерами, 39 были неактивными по другим причинам.

## Достопримечательности
- Церковь Успения Богоматери
- Мост-канал (акведук) Рике